# Voșlăbeni
Voșlăbeni (Hongaars: Vasláb) is een gemeente in Harghita. Voșlăbeni ligt in de regio Transsylvanië, in het midden van Roemenië.
De gemeente bestaat uit twee kernen:
- Izvoru Mureșului / Marosfő
- Voșlăbeni / Vasláb

Bijzonder is dat de hoofdkern van de gemeente een Roemeenstalige meerderheid kent in het overwegend Hongaarstalige Szeklerland.
Atid · Avrămești · Bilbor · Brădești · Căpâlnița · Cârța · Ciceu · Ciucsângeorgiu · Ciumani · Corbu · Corund · Cozmeni · Dănești · Dârjiu · Dealu · Ditrău · Feliceni · Frumoasa · Gălăuțaș · Joseni · Lăzarea · Leliceni · Lueta · Lunca de Jos · Lunca de Sus · Lupeni · Mădăraș · Mărtiniș · Merești · Mihăileni · Mugeni · Ocland · Păuleni-Ciuc · Plăieșii de Jos · Porumbeni · Praid · Racu · Remetea · Săcel · Sâncrăieni · Sândominic · Sânmartin · Sânsimion · Sântimbru · Sărmaș · Satu Mare · Secuieni · Siculeni · Șimonești · Subcetate · Suseni · Tomești · Tulgheș · Tușnad · Ulieș · Vărșag · Voșlăbeni · Zetea